# 哈里·博尔特
哈里·博尔特（德語：Harry Boldt，1930年2月23日—），德国男子马术运动员。他曾代表德国联队和西德参加1964年和1976年夏季奥林匹克运动会马术比赛，获得二枚金牌和二枚银牌。